# Can Nadal (Llagostera)
Can Nadal de Llagostera és conjunt format per dos cossos units que forma part de l'Inventari del Patrimoni Arquitectònic de Catalunya. La masia configura una d'aquestes parts i és estructurada a base d'una planta quadrada amb parets portants de pedra morterada i coberta a dos vessants. Totes les obertures són amb carreus de pedra i les finestres tenen rapissa emmotllurada. Les reformes efectuades amb posterioritat daten de 1730. L'altra part del conjunt presenta la coberta a quatre vessants i una galeria cantonera amb pilars i capitells de pedra i arcs semicirculars; actualment resta tapiada. Destaquen també el conjunt les construccions annexes, particularment la pallissa amb arcs semicirculars de carreus de pedra i coberta a dues aigües amb embigats de fusta. Hi ha també un pujador de pedra.

## Història
Pels seus elements estructurals i arquitectònics es pot dir que es tracta d'un dels masos més primitius d'aquest sector i que ha conservat encara els elements més característics.